# Переброды (Житомирская область)
Переброды (укр. Переброди) — село на Украине, основано в 1750 году, находится в Овручском районе Житомирской области.
Код КОАТУУ — 1824287707. Население по переписи 2001 года составляет 73 человека. Почтовый индекс — 11105. Телефонный код — 4148. Занимает площадь 0,967 км².

## Адрес местного совета
11105, Житомирская область, Овручский р-н, с.Усово